# 潘一志
潘一志（1899年—1977年），男，水族，贵州三都人，中国诗人、方志学家，曾任黔南州政协驻会副主席，第四届全国政协委员。